# Zeriba

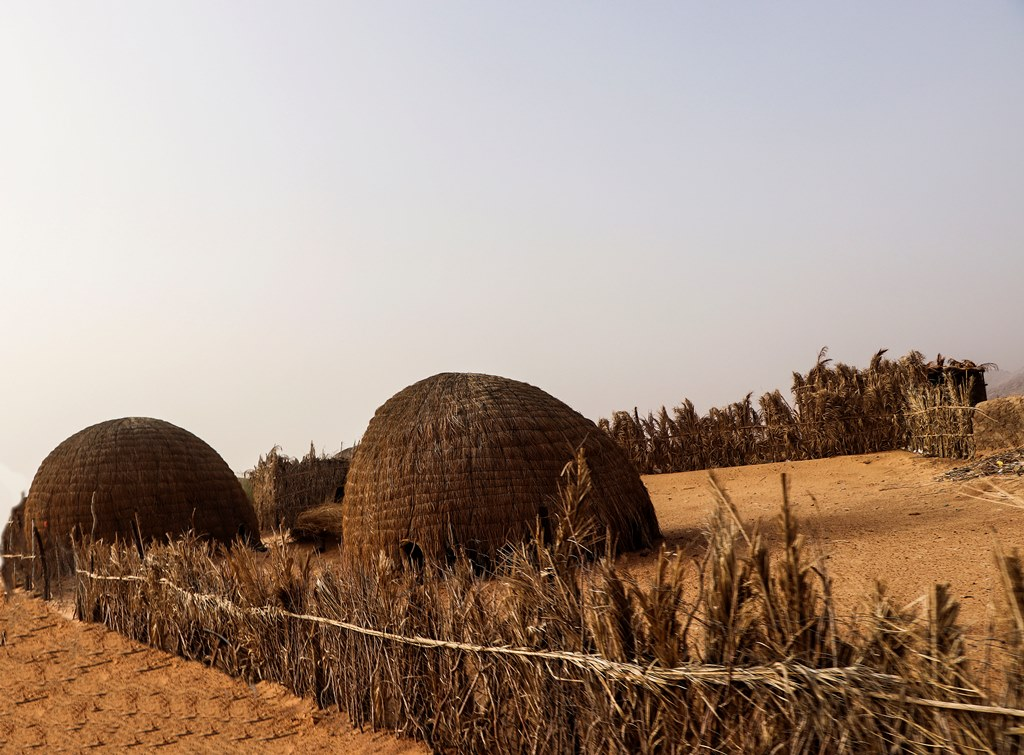
Chatki odgrodzone zeribą w Mauretanii

Zeriba – rodzaj ogrodzenia z kolczastych i ciernistych gałęzi wokół wioski, obozowiska lub placu dla bydła, głównie stosowana dla ochrony przed drapieżnikami. 